# Matthijs Maris
Pour les articles homonymes, voir Maris.
Matthijs Maris, né le 17 août 1839 à La Haye et mort le 22 août 1917 à Londres, est un peintre néerlandais.
Initialement proche de l'École de La Haye comme ses frères Jacob et Willem, il s'en éloigne pour développer un style personnel influencé par le préraphaélisme.

## Biographie
Après avoir tenté sans succès l'examen d'entrée à l'académie des beaux-art de La Haye, Matthijs Maris prend des cours auprès d' Isaac Cornelis Elink Sterk (nl). Admis l'année suivante, il y poursuit ses études jusqu'en 1855. Une bourse de la reine Sophie lui permet de suivre son frère Jacob à Anvers. Tous deux commencent à voyager, ils peindront notamment à Oosterbeek en compagnie d'Anton Mauve et Gerard Bilders. Leurs voyages les mènent le long du Rhin jusqu'en Suisse et en France au retour. De passage à Cologne, Matthijs découvre une exposition sur l'art allemand depuis 1800 qui renforcera son intérêt pour le romantisme allemand.
Il expose des tableaux à Amsterdam et à La Haye, mais la réception critique est mauvaise et il en conçoit de l'amertume. Jacob connaît alors le succès à Paris et invite son frère à le rejoindre en 1869. Après la guerre franco-prussienne de 1870, Jacob et sa famille retournent à La Haye, Matthijs Maris se retrouve seul et vit dans la pauvreté. Il peint alors pour survivre dans un style qui rappelle celui de ses débuts, style dont il se distanciera plus tard en le qualifiant d'« œuvres alimentaires ».
L'artiste et designer écossais Daniel Cottier (en), qui est aussi négociant en art, le convainc de partir pour Londres où il s'installe en 1877. Sa peinture prend alors une tournure plus imaginative : scènes de contes de fées, châteaux enchantés. Il peint également des mariées dans des tons gris et brumeux, et nombre de portraits d'enfants de ses amis, un de ses sujets de prédilection.

## Style
La période à Oosterbeek avec son frère est centrée sur la peinture de paysage et de style naturaliste, dans des tons bruns, verts et jaunes et bleus-gris. Le style évolue en Angleterre avec des portraits en tons gris et blancs, il utilise la technique de peinture sèche et peint en couches successives, pour obtenir un rendu voilé ou brumeux.

Œuvres de Matthijs Maris
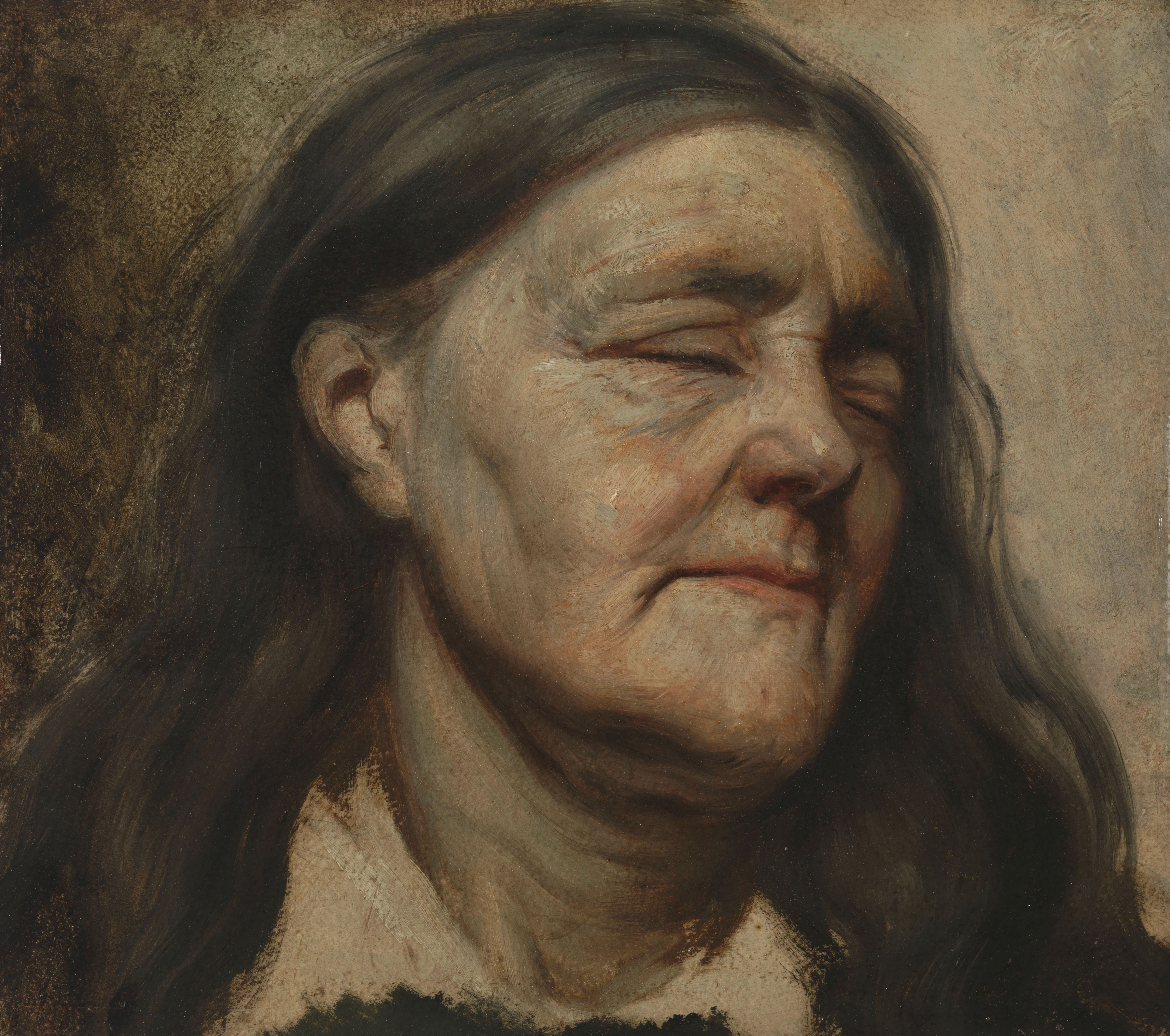
Étude d'une vieille femme (entre 1855 et 1858), Rijksmuseum Amsterdam.
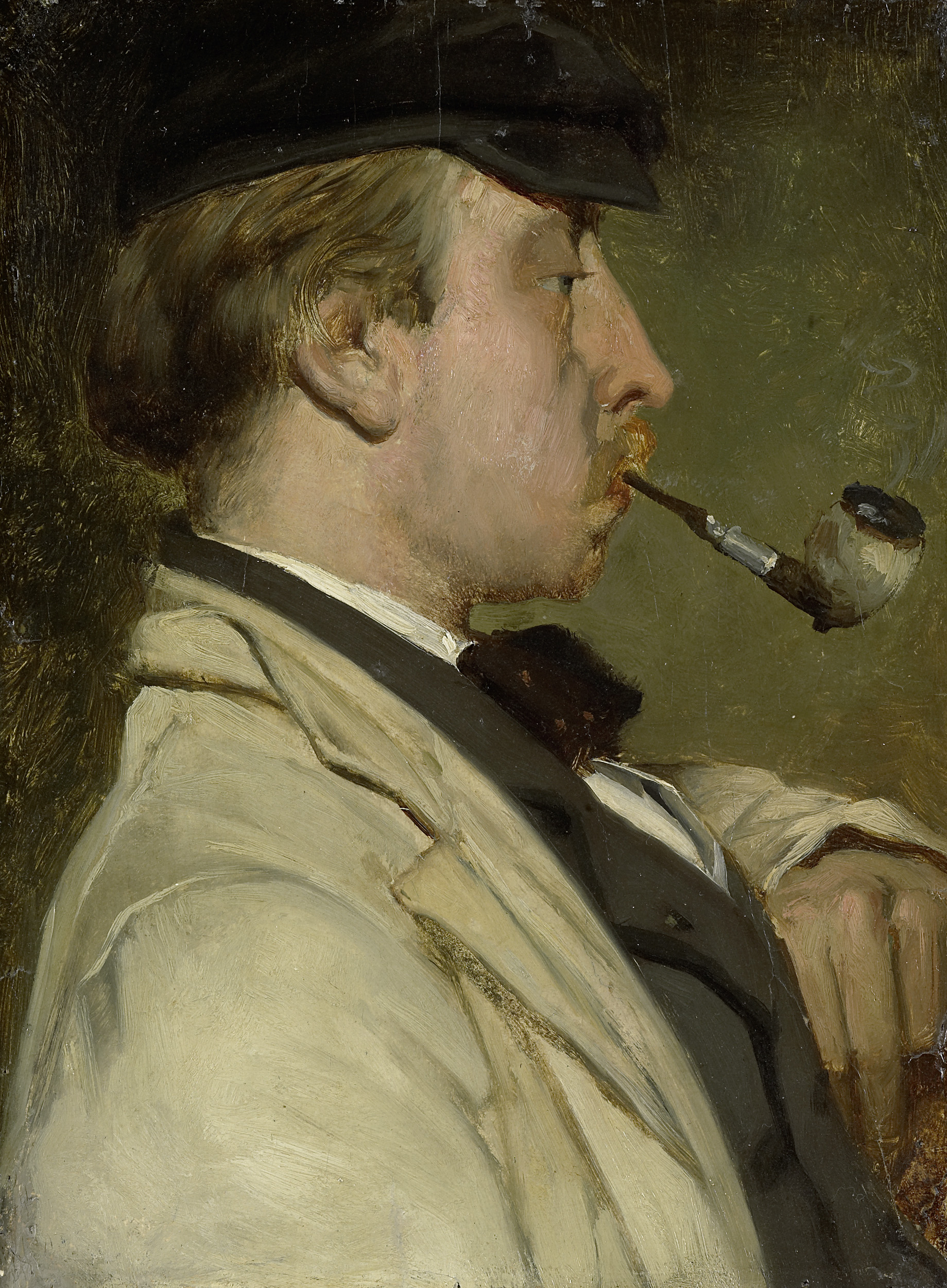
Portrait du peintre Ludwig Casimir (Louis) Sierig (1834-1919) (1856), Rijksmuseum Amsterdam.
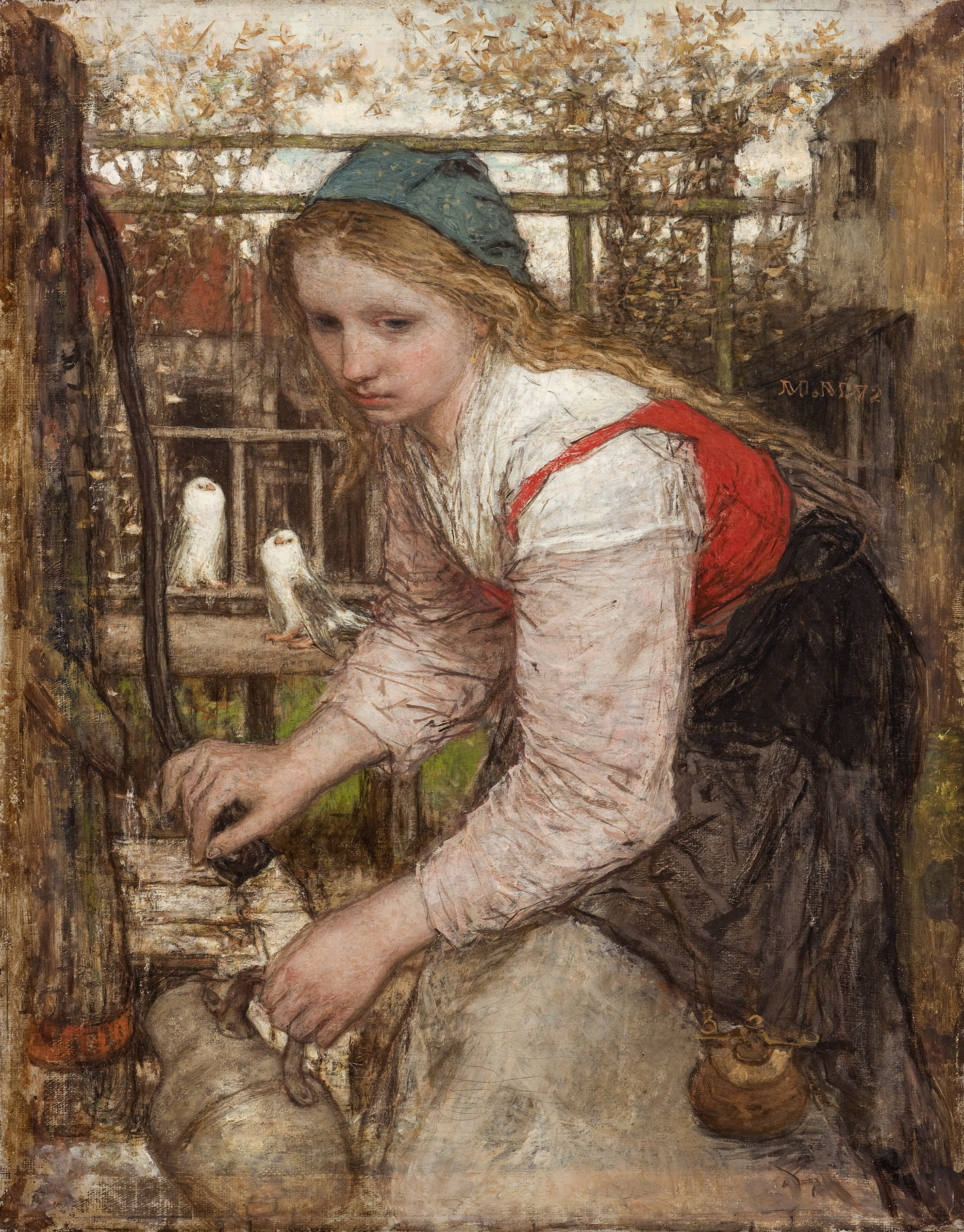
Jeune fille à la fontaine (1872), musée de Groningue.
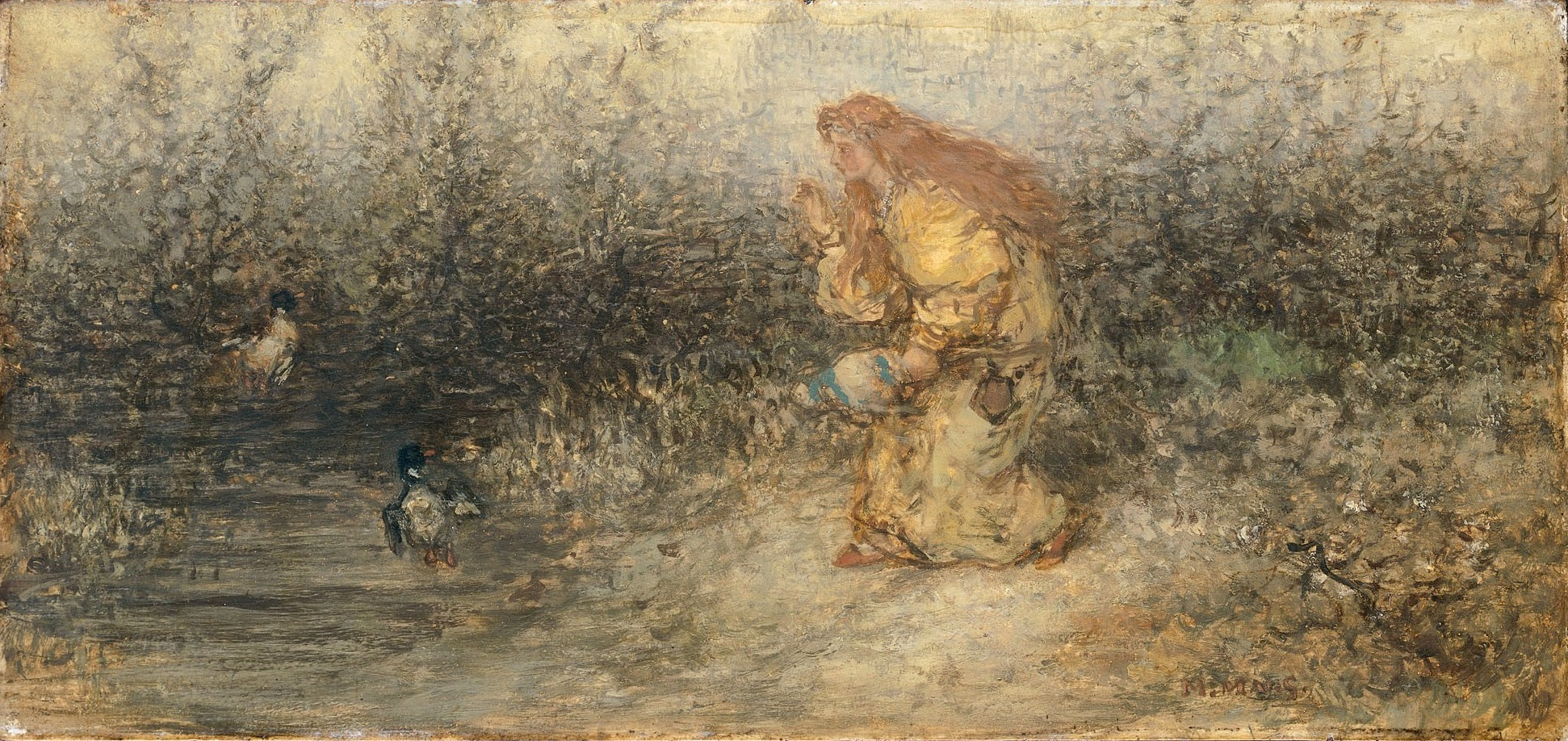
Conte de fées (1877), Rijksmuseum Amsterdam.
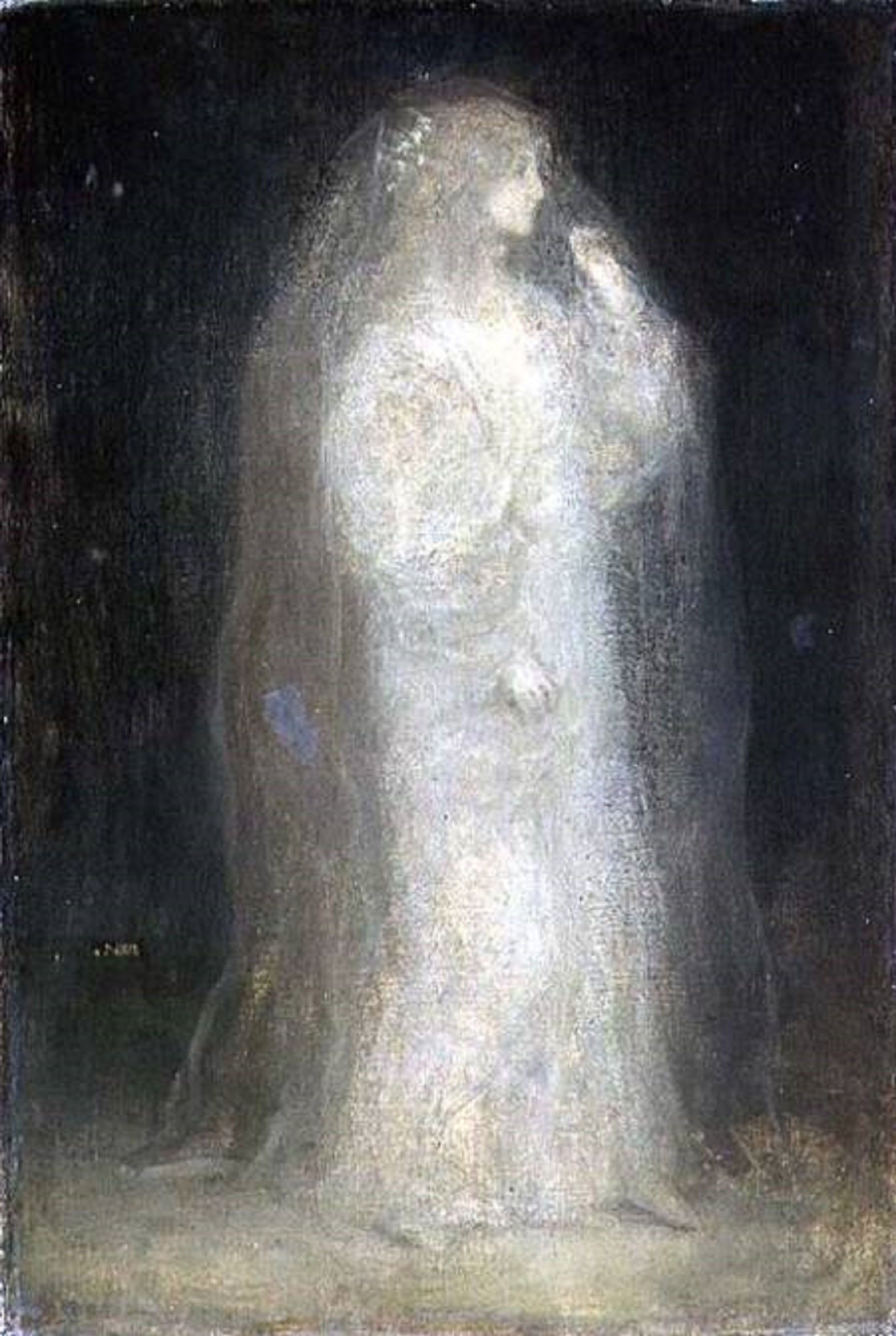
La Fiancée, ou Novice prenant le voile (vers 1887), musée municipal de La Haye.
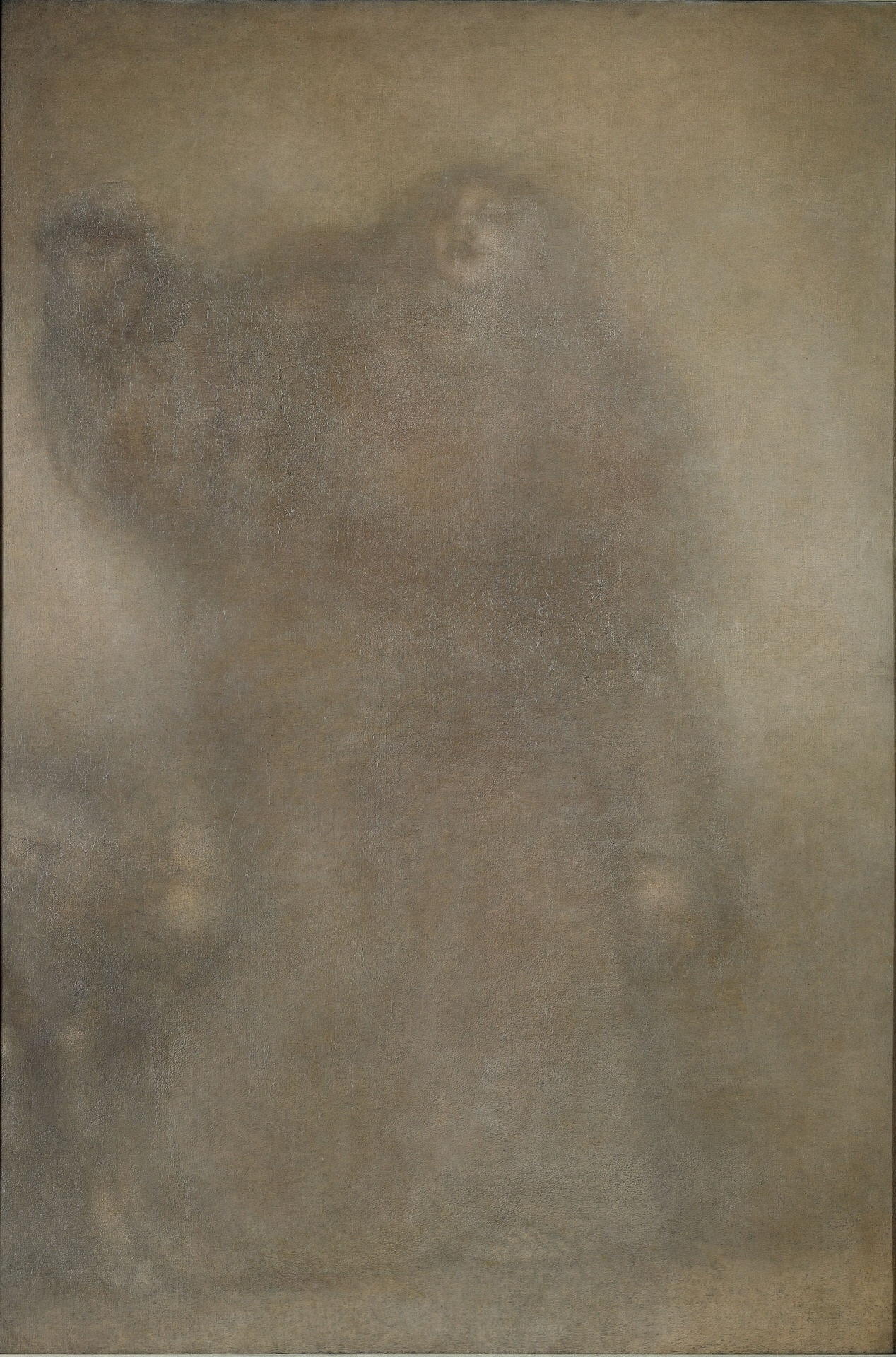
La Bergère (entre 1887 et 1892), dessin, Rijksmuseum Amsterdam.

### Source de la traduction
- (en) Cet article est partiellement ou en totalité issu de l’article de Wikipédia en anglais intitulé « Matthijs Maris » (voir la liste des auteurs).